# Bockhorn (Friesland)
Bockhorn is een gemeente in de Duitse deelstaat Nedersaksen. De gemeente maakt deel uit van de Landkreis Friesland.
Bockhorn telt 8.957 inwoners.  Bockhorn heeft de status van staatlich anerkannter Erholungsort. Blijkens recente, ongedateerde cijfers op de website van de gemeente Bockhorn waren circa 4.500 inwoners van de gemeente evangelisch-luthers en 700 rooms-katholiek. De overigen behoorden tot andere geloofsgemeenschappen, waren atheïst of hebben uit privacy-overwegingen over het onderwerp godsdienst geen gegevens verstrekt.

## Ligging en indeling
Bockhorn ligt in het zuiden van Landkreis Friesland. De gemeente grenst aan de gemeenten Sande, Zetel en Varel in Friesland en aan Westerstede en Wiefelstede in het Landkreis Ammerland. In het noorden grenst Bockhorn bij Petersgroden aan de Jadeboezem.
De gemeente is verdeeld in veertien kernen, naast de hoofdplaats Bockhorn zijn dat: 
- Adelheidsgroden, in feite een gedeelte van Petersgroden
- Blauhand, 7 km NW, een direct ten ZW van de A 29 gelegen gehucht
- Bockhornerfeld, 6 km Z, aan de N-kant van het veen
- Bredehorn, enige verspreide boerderijen 6-8 km Z
- Ellenserdammersiel, ten NO van de A 29 en de spoorlijn  Varel-Wilhelmshaven
- Goehlriehenfeld, direct ten O van Jührdenerfeld
- Grabstede, 2 km Z
- Jührdenerfeld, in het veen, 10 km Z, slechts 6 km ten N van Westerstede
- Kranenkamp, een gehucht op 1-2 km N
- Moorwinkelsdamm, enige verspreide boerderijen 8-10 km Z
- Osterforde, 2 km ZO, dichtbij een voormalige Fliegerhorst van de Luftwaffe
- Petersgroden, een poldergehucht direct ten NO van Ellenserdammersiel, circa 4 km ten W van het meer toeristische Dangast
- Steinhausen, 2-4 km N.

N/W/Z/O: ten noorden/westen/zuiden/oosten van Bockhorn-dorp.

### Buurgemeentes
- In het zuiden: Wiefelstede;
- In het zuidwesten: Westerstede, beide in de Landkreis Ammerland.
- In het westen: Zetel (Friesland).
- In het oosten: Varel.

## Infrastructuur
Door de gemeente loopt van noordwest naar zuidoost  de Autobahn A 29 Wilhelmshaven - Oldenburg. Afrit 7 naar buurgemeente Zetel is gelegen bij Blauhand; afrit 8 naar oosterbuur Varel ligt aan de Bundesstraße 437. Deze loopt van west (Neuenburg, gemeente Zetel) naar oost door de gemeente Bockhorn, zuidelijk om Bockhorn-dorp heen,  naar de stad Varel.
Openbaar-vervoerreizigers zijn op de streekbus naar Varel en naar Wilhelmshaven (via Zetel) aangewezen. Vanuit Varel kan men per trein naar o.a. Oldenburg Hbf verder reizen.

## Economie
In de gemeente zijn reeds van oudsher de landbouw, met name de melkveehouderij, en de fabricage van bakstenen van belang, hoewel de werkgelegenheid in deze sectoren sterk is afgenomen. Van toenemend belang is, o.a. omdat Bockhorn niet ver van zee ligt,  het toerisme. Aan de B 437 bezuiden Bockhorn-dorp ligt een bedrijventerrein voor midden- en kleinbedrijf van nagenoeg uitsluitend plaatselijk belang. In een windturbinepark in de gemeente wordt elektriciteit d.m.v. windenergie opgewekt.

## Geschiedenis
Zie ook: Ostringen en: Graafschap Oldenburg.
Bockhorn wordt in 1220 voor het eerst in een document vermeld. Aanvankelijk behoorde het tot het Oost-Friese, door hoofdelingen bestuurde, gebied Ostringen. Sedert 1517 behoorde het tot het Graafschap Oldenburg. 
In de middeleeuwen bezat Bredehorn een johannieterklooster. Dit klooster bezat weer vier grote kloosterhoven, Bredehorn, Lindern, Jührden en Grabhorn. Toen het gebied aan het graafschap Oldenburg was gekomen en de graaf de Reformatie had doorgevoerd, werden deze kloosterhoven in 1530 door de graaf in beslag genomen en in leen aan vier van zijn vazallen uitgegeven. Deze kloosterhoven ontwikkelden zich tot min of meer zelfstandige landgoederen. De kloosterhoeve van Lindern bezit een klein, oud archief over dit onderwerp. Het oude klooster zelf is gesloopt; de stenen van de muren van het klooster werden hergebruikt voor de bouw van Kasteel Neuenburg.
In de 19e eeuw ontstond in de gemeente Bockhorn enige baksteenindustrie. De klinkers werden gemaakt van de klei in de bodem, die hiervoor zeer geschikt was. Het beroemde Chilehaus in de stad Hamburg is in de jaren 1922-1924 van bakstenen uit Bockhorn gebouwd. Een sculptuur in het centrum van het dorp Bockhorn, die enkele arbeiders in de baksteenfabriek voorstelt, herinnert aan deze nijverheid. Tussen 1888 en 1893 werd een kleine spoorlijn Neuenburg - Zetel - Bockhorn - Ellenserdammersiel aangelegd, die na de Tweede Wereldoorlog wegens onvoldoende rentabiliteit weer werd opgebroken. Het reizigersvervoer werd reeds in 1954 gestaakt, het goederenvervoer in twee fasen (1966 en 1992). Aan deze spoorlijn hadden Grabstede en Bockhorn-dorp kleine stations.
Bij het plaatsje  Blaue Hand lag van de  Eerste Wereldoorlog tot circa 1953 één van de kazematten ter verdediging van de marinehaven van Wilhelmshaven. Het fort was in de Tweede Wereldoorlog met zwaar Flak-luchtafweergeschut bezet. Na de oorlog is het ontmanteld.

## Bezienswaardigheden
- Het Neuenburger Urwald ten westen van Bockhorn-dorp en Grabstede is een natuurgebied, waarvan een deel in het aangrenzende Zetel ligt. Het is een restant van het in het verleden veel grotere bosgebied Friesische Wehde. Het gebied bestaat grotendeels uit ecologisch waardevol gemengd bos. In de gemeente Bockhorn ligt 60 hectare van dit gebied, waar de bewoners van de streek graag komen wandelen. Daarnaast liggen in de gemeente nog enige kleine, beperkt toegankelijke, hoogveenreservaten, o.a. het Bockhorner Moor, 7-10 km ten zuiden van Bockhorn-dorp.
- De Cosmas- en Damianuskerk van Bockhorn-dorp is rond 1200 op een warft gebouwd. Voor de bouw van de kerk zijn zwerfstenen gebruikt. De kerk bezit een bezienswaardig, uit omstreeks 1720 daterend kerkorgel.
- De oude kloosterhoeve van Lindern herbergt een horecagelegenheid.
- In het dorpje Steinhausen zijn enige karakteristieke, met riet gedekte, boerderijen uit de 18e en 19e eeuw bewaard gebleven, waaronder een zogenaamd Gulfhaus (zie: Oldambtster boerderij).
- In de klinkerfabriek Uhlhorn te Grabstede is een permanente tentoonstelling ( Altes Klinkerzentrum) over de geschiedenis van deze bedrijfstak te zien.

## Afbeeldingen

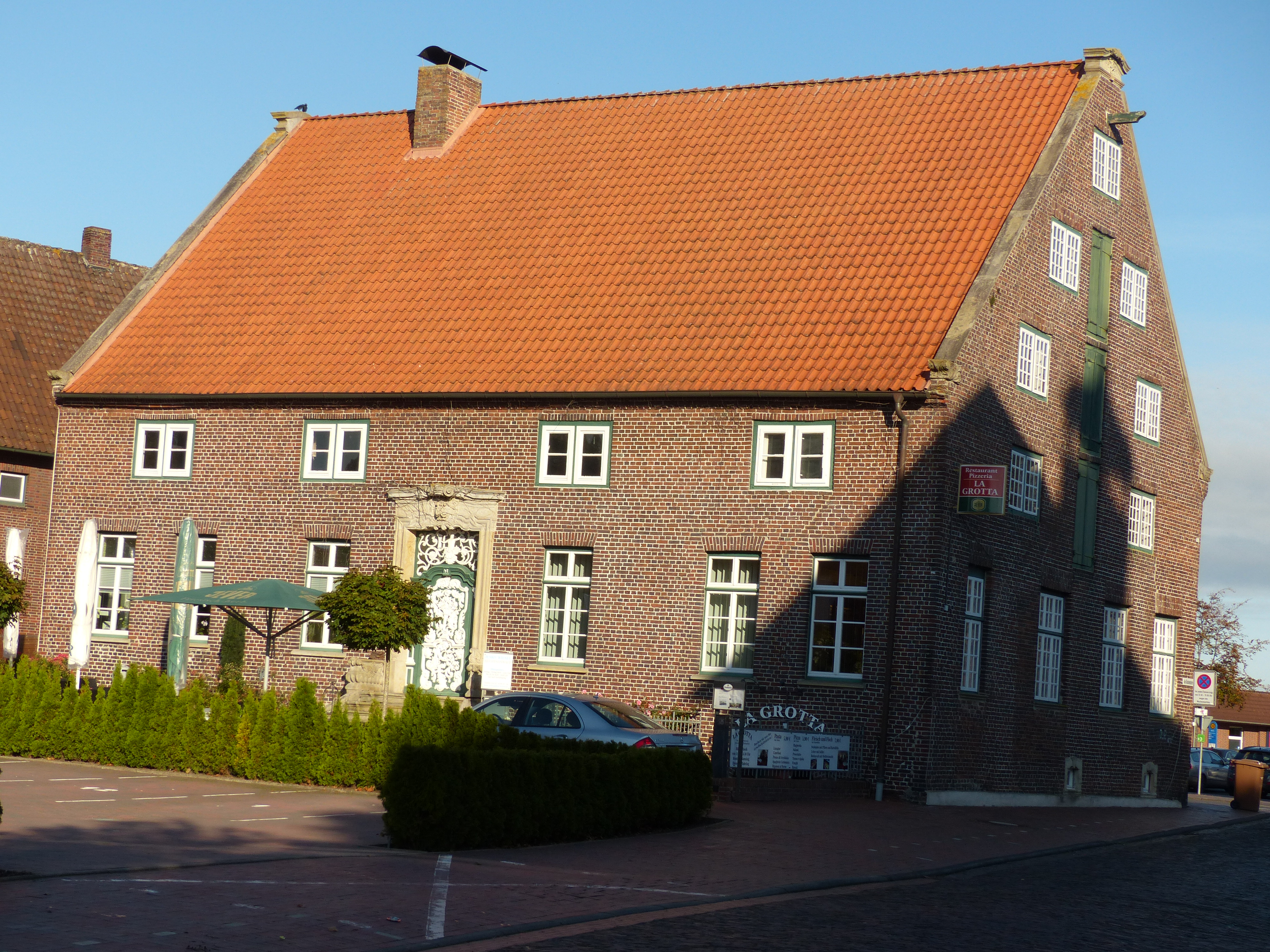
Het Hemkensche Haus te Bockhorn (18e eeuw; in gebruik als bankkantoor)
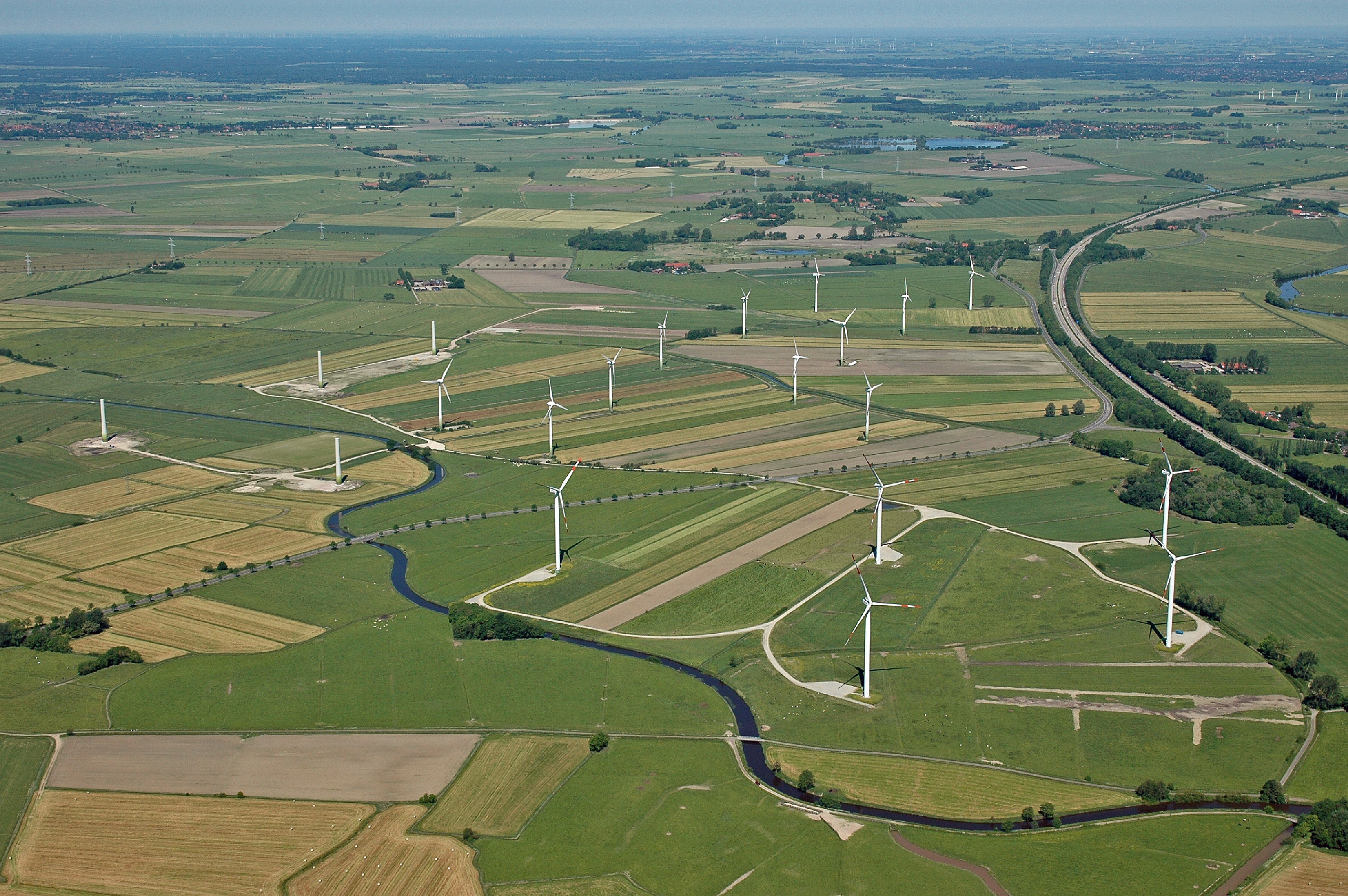
Windturbinepark in de gemeente Bockhorn (2012)
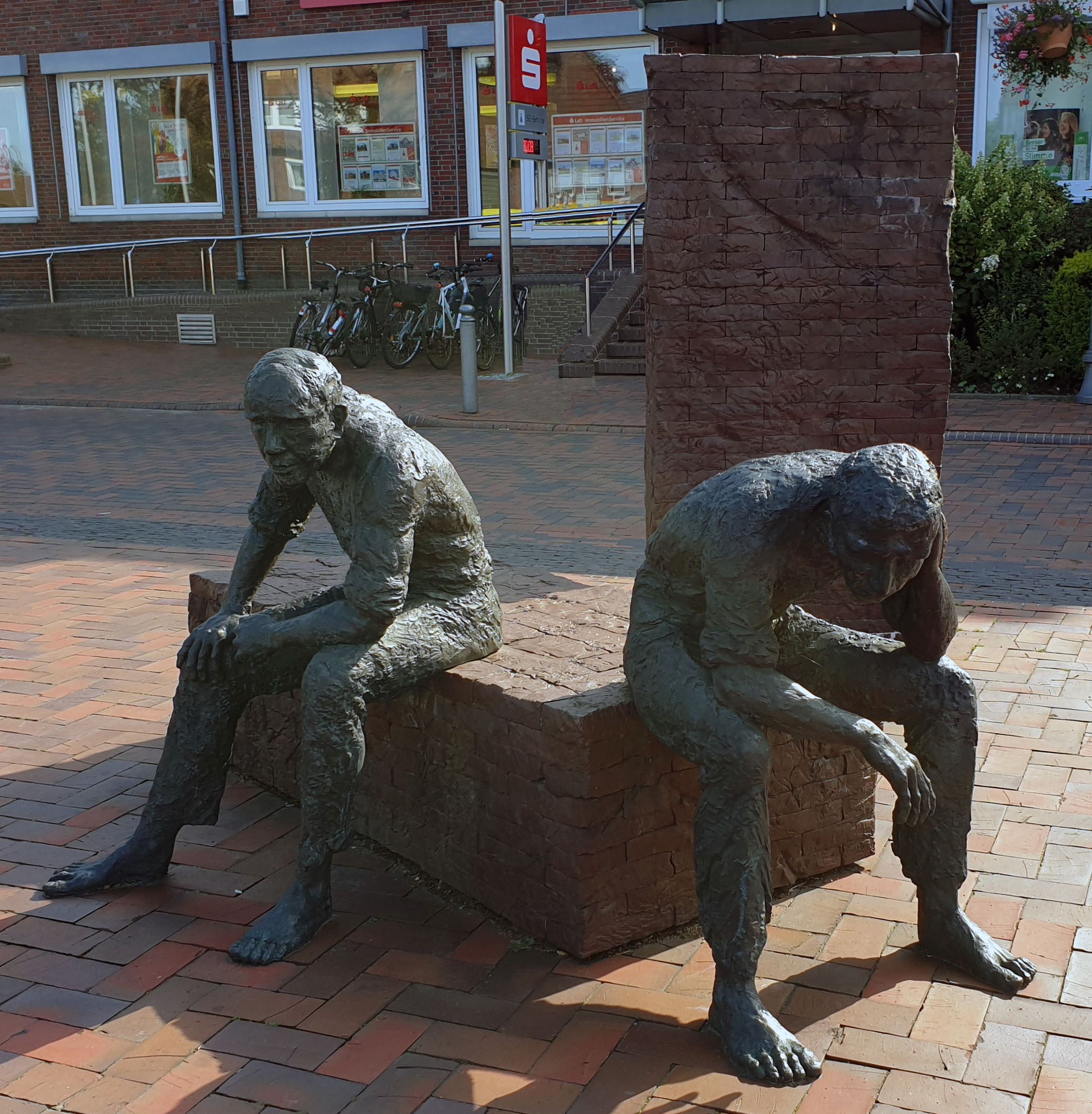
Sculptuur de steenbakkers (Heinz-Jürgen Gerdes)
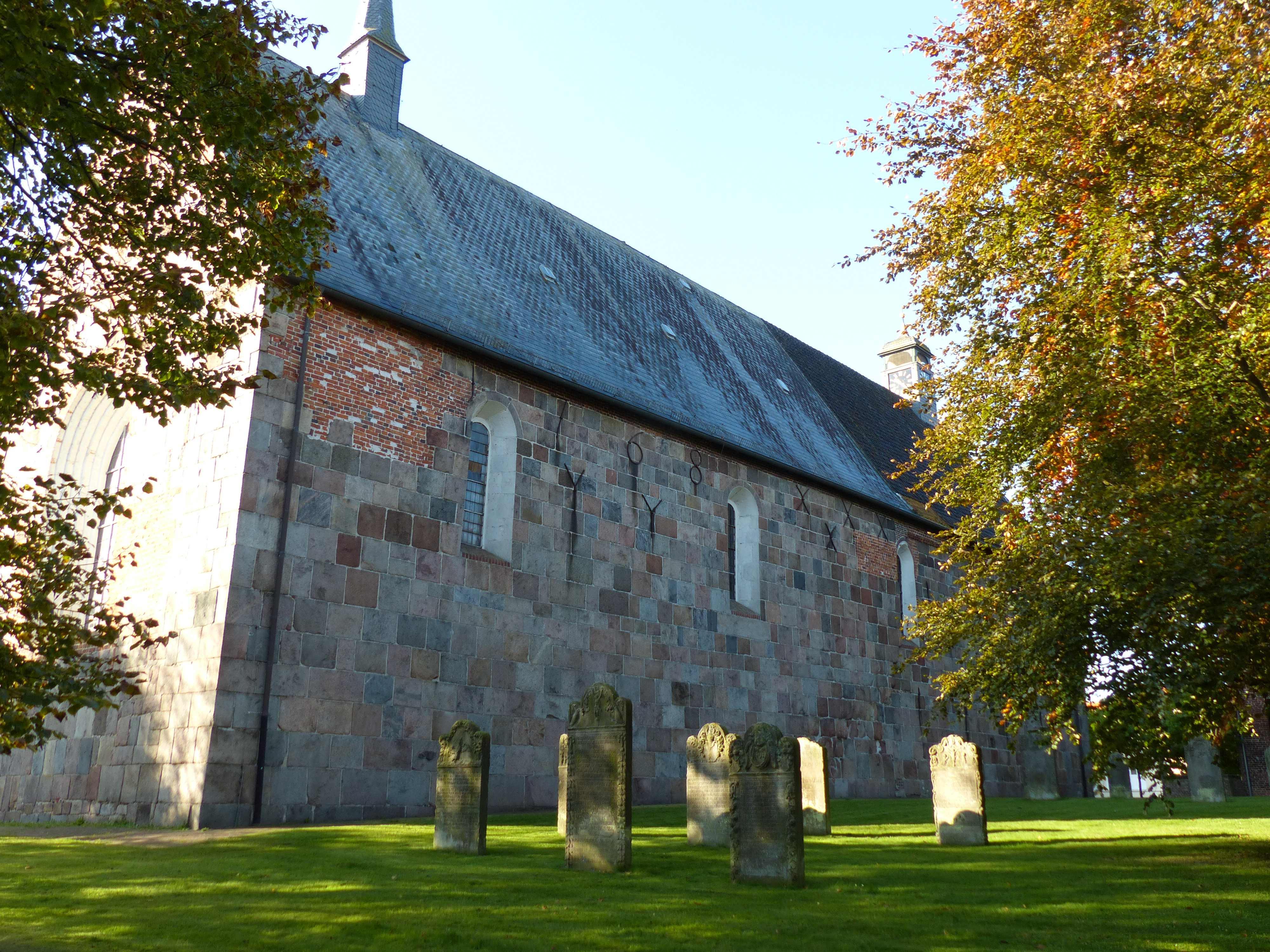
Evang.-lutherse Cosmas- en Damianuskerk, Bockhorn
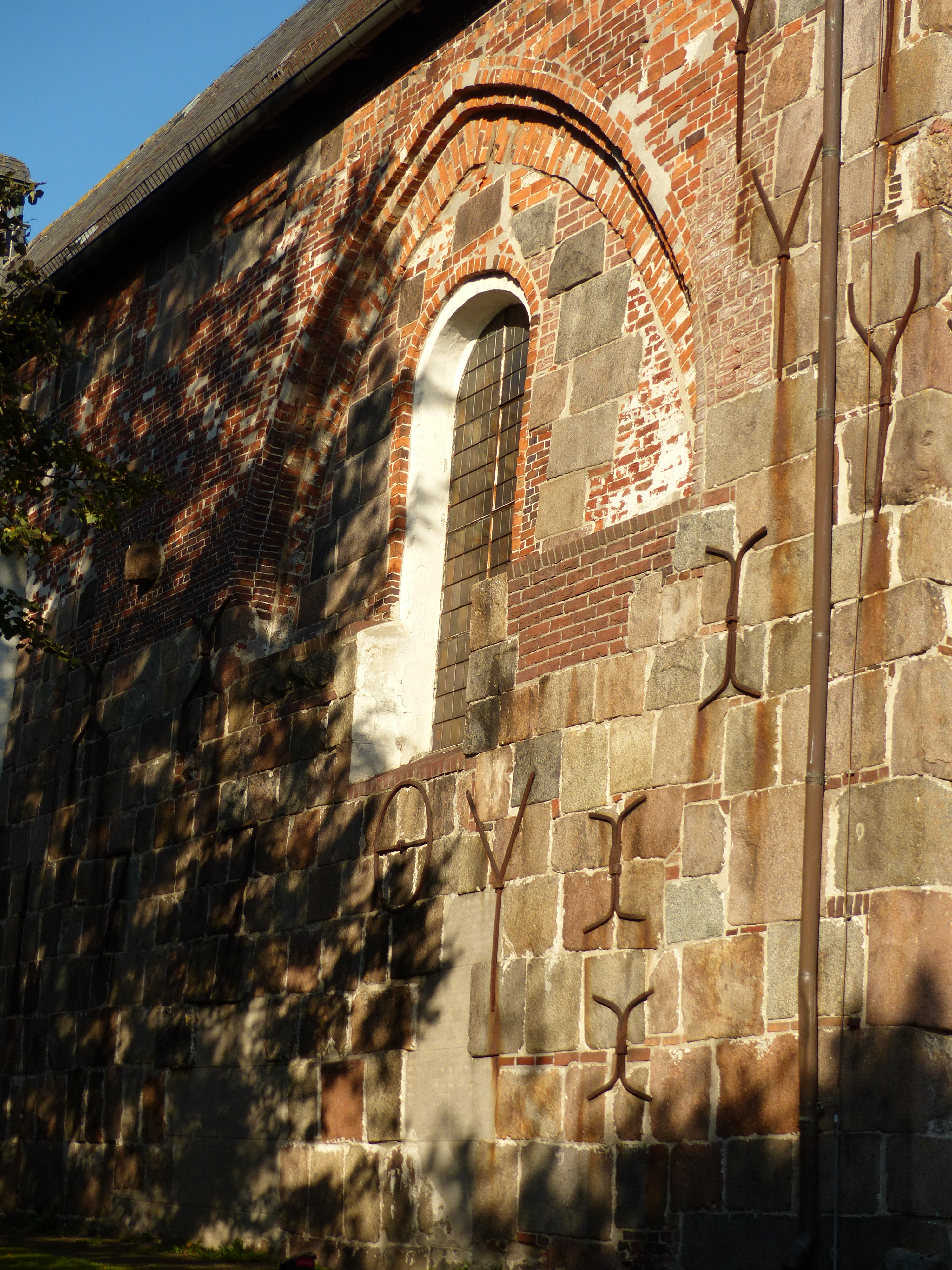
Muurfragment (1375) aan deze kerk
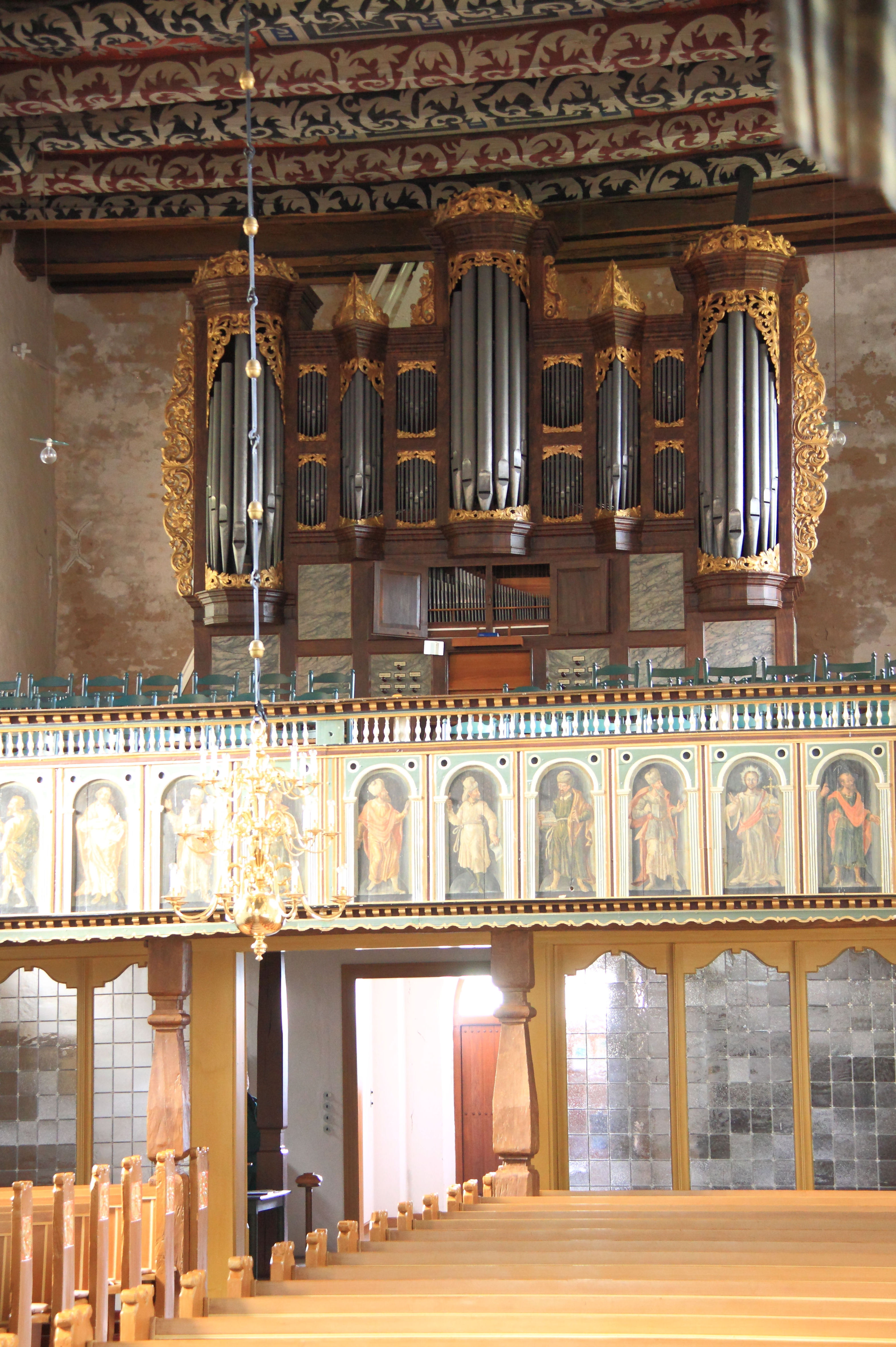
Orgel in deze kerk
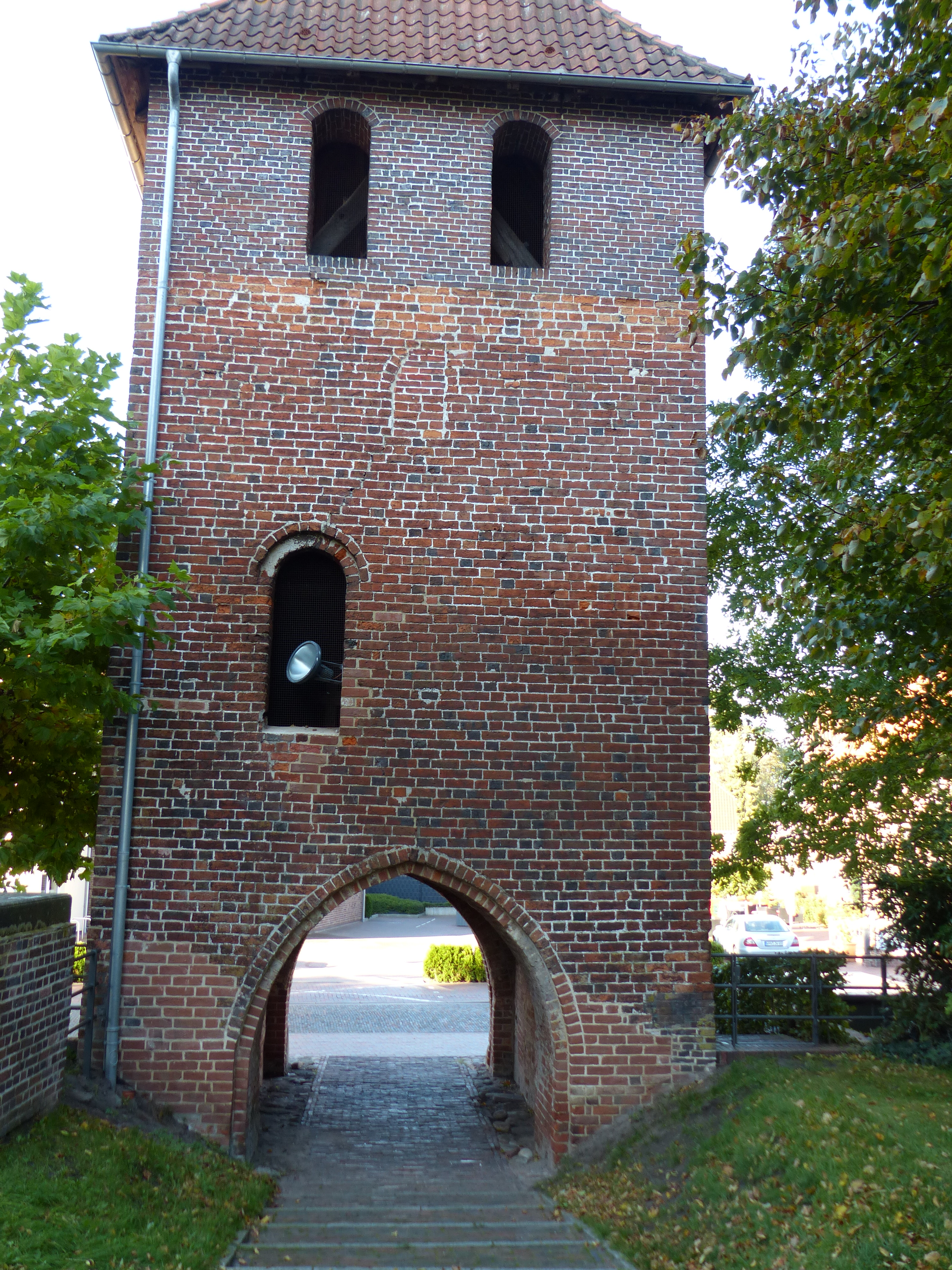
Vrijstaande klokkentoren van deze kerk

## Partnergemeente
Sedert 2002 bestaat een jumelage met de plaats Vértessomló in Hongarije.